# Egbert Dommering
Egbert Johan Dommering (Amsterdam, 1943) is een oud-advocaat en emeritus hoogleraar informatierecht aan het Instituut voor Informatierecht (IViR) van de Universiteit van Amsterdam. Tot de mensen die bij hem zijn gepromoveerd behoren onder anderen Lodewijk Asscher, Bernt Hugenholtz en Annetje Ottow.
Dommering was lange tijd werkzaam als advocaat, gespecialiseerd in auteursrecht, telecommunicatie-, media- en entertainmentrecht, achtereenvolgens verbonden aan de kantoren Buruma Maris (thans Houthoff), Brinkhof en Stibbe (vanaf 1995). In deze rol stond hij aan de basis van vele spraakmakende zaken, zoals de juridische veldslag in 1989 om RTL Nederland op de televisie te krijgen, en enkele richtingwijzende arresten.
In beide functies heeft Dommering er in belangrijke mate toe bijgedragen dat in Nederland en de Europese Unie het zich sterk ontwikkelende terrein van de communicatie en de informatieoverdracht, met juridisch gebalanceerde regelgeving en jurisprudentie gevolgd kon worden. In een interview uit 2019 antwoordde Dommering op de vraag "Als u het voor het zeggen had, dan…?"
Laten we nu eindelijk die Mediawet intrekken en een nieuwe wetgeving maken voor alle verschillende types platformdiensten.
In zijn publicatie De Europese informatierechtsorde uit 2019 schetst Dommering aan de hand van een kleine driehonderd nationale en Europese rechterlijke uitspraken, de belangrijkste nationale en Europese wetswijzigingen en de belangrijkste discussies in de vakliteratuur van de laatste tien jaar. Een periode waarin, zo Dommering, een wederzijdse doordringing heeft plaatsgevonden van elektronische media en sociale werkelijkheid.

## Publicaties (selectie)
- Verbinding en Ontvlechting in de Communicatie -  Een studie naar toekomstig overheidsbeleid voor de elektronische communicatie (1990) ISBN 9071894150 (met Jens Arnbak, Jan van Cuilenburg, Nico van Eijk)
- Handboek telecommunicatierecht : inleiding tot het recht en de techniek van de telecommunicatie (1999) ISBN 9789054092278 (met medewerking van P. Burger en N. Sitompoel)
- Informatierecht : fundamentele rechten voor de informatiesamenleving (2000) ISBN 9789075727456
- Coding Regulation: Essays on the Normative Role of Information Technology (2006) ISBN 9789067042291 (met Lodewijk Asscher)
- European Media Law (2008) ISBN 9789041123473 (met Oliver Castendyk, Alexander Scheuer en Kathrin Böttcher)
- Gevangen in de waarneming (2008), afscheidsrede
- De achtervolging van Prometheus : over vrijheid en bezit van informatie (Bundeling van annotaties bij arresten van de Hoge Raad) (2008) ISBN 9789075727555
- De Europese informatierechtsorde (2019), DeLex, ISBN 9789086920716